# Rauti
Die Rauti ist ein Bach im Schweizer Kanton Glarus. 

## Geographie

### Verlauf
Die Rauti entspringt oberhalb von Näfels in mehreren wasserreichen Quellen. Dieses Wasser stammt sehr wahrscheinlich aus dem Haslensee im abflusslosen Oberseetal, der nur wenig oberhalb der Quelle liegt und durch einen Bergsturz entstand, der den Abfluss ins Linthtal blockierte.
Nordwestlich von Näfels passiert die Rauti das Rautifeld, eine Landwirtschaftszone. Hier überquert der Bach den wassergefüllten Tankgraben der Sperrstelle Näfels auf einer Brücke und nimmt bei Näfels den Mühlebach und bei Niederurnen den örtlichen Dorfbach auf. Gemeinsam durchfliessen sie einen Industriekanal und münden bei Ziegelbrücke in den Linthkanal.

### Einzugsgebiet
Das 65,64 km² grosse Einzugsgebiet der Rauti wird durch sie über die Linth, die Limmat, die Aare und den Rhein zur Nordsee entwässert.
Es besteht zu 39,8 % aus bestockter Fläche, zu 37,3 % aus Landwirtschaftsfläche, zu 5,2 % aus Siedlungsflächen und zu 17,7 % aus unproduktiven Flächen.
Flächenverteilung
Die mittlere Höhe des Einzugsgebietes beträgt 1215,8 m ü. M., die minimale liegt bei 408 m ü. M. und die maximale bei 2262 m ü. M.

### Zuflüsse
- Mühlebach (rechts), 6,4 km, 6,29 km², 0,25 m³/s
- Dorfbach (links), 7,3 km, 8,72 km², 0,46 m³/s

## Hydrologie
Bei der Mündung der Rauti in die Linth beträgt ihre modellierte mittlere Abflussmenge (MQ) 3,31 m³/s. Ihr Abflussregimetyp ist nivo-pluvial préalpin, und ihre Abflussvariabilität beträgt 20.